# Set It Up
Set It Up (bra: O Plano Imperfeito) é um filme de comédia romântica americano de 2018, dirigido por Claire Scanlon, escrito por Katie Silberman e estrelado por Zoey Deutch, Glen Powell, Taye Diggs e Lucy Liu. O enredo segue dois assistentes sobrecarregados que tentam montar seus chefes exigentes em encontros na cidade de Nova York. O filme foi lançado em 15 de junho de 2018, pela Netflix. 

## Elenco
- Zoey Deutch como Harper
- Glen Powell como Charlie
- Lucy Liu como Kirsten
- Taye Diggs como Rick
- Wai Ching Ho como mãe da Kirsten
- Meredith Hagner como Becca
- Noah Robbin como Interna Bo
- Pete Davidson como Duncan
- Jon Rudnitsky como Mike
- Joan Smalls como Suze

## Produção
Em fevereiro de 2016, foi anunciado que Emilia Clarke havia sido escalada no filme, com Katie Silberman escrevendo o filme, enquanto Justin Nappi e Juliet Berman estavam produzindo o filme sob o banner da TreeHouse Pictures, enquanto a Metro-Goldwyn-Mayer distribuiria o filme. Em março de 2017, foi anunciado que Zoey Deutch e Glen Powell haviam se juntado ao elenco do filme, com Deutch substituindo Clarke, Claire Scanlon dirigindo de um roteiro escrito por Katie Silberman. A Netflix distribuirá o filme. Em junho de 2017, Taye Diggs, Lucy Liu e Joan Smalls se juntaram ao elenco do filme.

## Filmagens
A fotografia principal começou em junho de 2017, na cidade de Nova York.

## Lançamento
O filme está agendado para ser lançado em 15 de junho de 2018 na Netflix.